# Seagraves (Texas)
Pour les articles homonymes, voir Seagraves.
Seagraves est une ville située au nord du comté de Gaines, au Texas, aux États-Unis,.

## Démographie
Lors du recensement de 2010, la ville comptait une population de 2 417 habitants. Elle est également estimée, en 2016, à 2 820 habitants.

### Source de la traduction
- (en) Cet article est partiellement ou en totalité issu de l’article de Wikipédia en anglais intitulé « Seagraves, Texas » (voir la liste des auteurs).